# 奈良瞳
奈良 瞳（なら ひとみ、1997年7月29日 - ）は、日本の元子役。旧所属はNEWSエンターテインメント・スクール。

## 人物
- 『週刊こどもニュース』出演当時の身長は当時既に157cmで、年長の長男役の金子雄とは頭1つ分の身長差があった。
- 『週刊こどもニュース』とは違い一人っ子（家族構成は両親のみ）。
- 髪型をいつも変えている。最低3パターンぐらいある。
- 『週刊こどもニュース』同期の母親役のはしのえみに「お母さんは明るいです。本当の家族のようです。」と言ったことがある。

## 出演作品

### テレビ
- 週刊こどもニュース - 長女役（7代目、2008年度～2009年度、NHK）
- 受験の神様 - 合宿メンバー（日本テレビ）
- 銭花2 - 幼少の真由美役（日本テレビ）
- 新幹線ガール - 幼少のベッキーさん（代役、日本テレビ）
- がきんちょ～リターン・キッズ～ - 桐原葉月役（TBS）
- Happy!・Happy!2 - 沙代里役（TBS）
- いのちのいろえんぴつ - 安田冴子役（テレビ朝日）
- プリキュア探検隊レポーター（テレビ朝日）
- トミカヒーロー レスキューフォース - 幼少の寿里役（テレビ東京）
- ガールフレンド（フジテレビジョン(CX)）
- 歩いてわが街 - キッズナビゲーター（CXケーブルネット埼玉）

### 映画
- タッチ - 幼少の浅倉南役

### CM
- DHC「ライビーナ」
- Roland
- 富士急ハイランド
- セレモニーゆうえん（テレ玉）
- 日本一（テレ玉）
- NEWSエンターテインメントスクール（テレ玉）